# El Triangle (Centro comercial)
El Triangle es un centro comercial ubicado en la plaza de Cataluña de Barcelona, España. Inaugurado en 1998. Dispone de 22 tiendas repartidas en 2 niveles.

## Accesos y transporte
Los accesos y transportes para acceder al centro comercial son los siguientes:

### Tren
- Líneas R1, R3, R4 y R12 de Cercanías de Barcelona y S1, S2, S5, S55 de la línea Barcelona-Vallés de los Ferrocarriles de la Generalidad de Cataluña: Estación de Cataluña

### Metro de Barcelona
- Líneas L1, L3, L6 y L7: Estación de Cataluña

### Autobús
- Líneas diurnas:
  - 9 14 16 17 22 24 28 41 42 47 55 58 59 62 66 67 68 91 141 L94 L95

- Líneas nocturnas
  - N1 N2 N3 N4 N5 N6 N7 N8 N9 N11 N12 N13 N14 N15 N16 N17

- Líneas interurbanas
  - A1 A2 Bus interurbano

### Bicing
- 63 Pl. Cataluña 7
- 365 Pl. Cataluña 22